# Gele doktersvis
De gele doktersvis of gele chirurgijnvis (Zebrasoma flavescens) is een tropische zoutwatervis uit de familie doktersvissen (Acanthuridae) met een lengte van ongeveer 20 centimeter. De vis komt voor bij koraalriffen en lagunes in de Stille Oceaan bij Hawaï, Marianen, de Riukiu-eilanden en het eiland Wake en zwemt op een diepte van 2 tot 46 meter.
De vis zwemt vaak in kleine groepen en voedt zich met algen en planten.
Als aquariumvis is de gele doktersvis erg populair en wordt dan meestal bij Hawaï gevangen.

## Algemene beschrijving
De gele doktersvis behoort tot de familie van de doktersvissen. Een volwassen vis kan een lengte van ongeveer 20 centimeter bereiken, en een dikte van ongeveer 1 tot 2 centimeter. De mannetjes worden meestal iets groter dan de vrouwtjes. Alle exemplaren van deze soort zijn helder geel gekleurd. ’s Nachts vervaagt deze kleur een beetje, en krijgen de vissen een bruinachtig uiterlijk, met een schijnbaar witte band in het midden van hun lichaam. Vanaf het moment dat de vissen weer door het daglicht beschenen worden, zijn het terug de oorspronkelijke gele vissen.
Hun lichaam is enigszins pijlachtig van vorm en ze hebben een lange snuitachtige mond waarmee ze efficiënt algen kunnen consumeren. In de buurt van hun staart bevindt zich een scherpe witte stekel (wat een uiterlijk kenmerk is van doktersvissen). De gele doktersvis is een zeer populaire vis in zeewateraquaria en hij is in vele aquariumcomplexen over de hele wereld te bezichtigen. Dit maakt van hem eveneens een van de bekendste tropische zoutwatervissen.

## Dieet
In het wild voeden deze vissen zich met benthische algen, zeegras en ander marien plantaardig materiaal. In gevangenschap geeft men ze vaak voedsel van dierlijke oorsprong, wat eigenlijk fout is en een negatieve invloed op zijn gezondheid kan hebben. Gele doktersvissen vertonen ook een zeker symbiotisch gedrag met zeeschildpadden. Ze gaan deze namelijk volgen en de algen van het schild opeten.

## Verspreiding en habitat
De gele doktersvis wordt vaak aangetroffen in de buurt van koraalriffen in ondiepe kustwateren van de Stille Oceaan en de Indische Oceaan. Hij leeft er onder meer rond Hawaii, en ten oosten van Japan. Dit zijn ook de plaatsen waar ze meestal gevangen worden voor de aquariumindustrie.

## In het aquarium
Gele doktersvissen worden zeer vaak gehouden in zoutwateraquaria. Ze kunnen tot 20 cm lang worden. Bij goede omstandigheden kunnen ze meer dan 20 jaar oud worden. Voor het houden van deze vissen is een aquarium van ten minste 300 liter vereist, maar de voorkeur gaat uit naar nog wat meer. De vissen zijn iets minder gevoelig voor parasieten dan andere doktersvissen maar kunnen toch snel ziek worden. Het zijn actieve vissen die in geval van overbezetting of te veel kleinere vissen nogal agressief kunnen worden. Daarom vormen grotere doktersvissen het beste gezelschap voor deze soort. Ze kunnen solitair, in paren of in een klein groepje gehouden worden, maar hoe meer men er houdt, hoe groter het aquarium dient te zijn. Zeker wanneer men een groep van deze vissen gaat huisvesten, heeft men al snel een aquarium van een paar honderd liter nodig. Andere vissen die bij deze soort passen, zijn onder meer de gewone koraalduivel en grote anemoonvissen. Ook ongewervelden worden doorgaans met rust gelaten. Wel opletten dat men bij werken in het aquarium de nodige afstand bewaart want ze kunnen gemeen uithalen met de duidelijk zichtbare witte "scalpels" aan de basis van de staart als ze zich bedreigd voelen.